# Berlin–Angermünde–Berlin 1982
Berlin–Angermünde–Berlin 1982 war die 25. Austragung des Eintagesrennens Berlin–Angermünde–Berlin (Erich-Schulz-Gedenkrennen). Es fand am 18. April über 157 Kilometer statt.

## Rennverlauf
Die Jubiläumsausgabe des Rennens war bis auf eine Auswahlmannschaft der DDR, die in Frankreich startete, mit der kompletten Leistungsklasse der DDR-Sportclubs besetzt. Dazu kamen viele Fahrer der Allgemeinen Klasse, die Auswahlfahrer des Bahnradsports und die Auswahlfahrer der Junioren. Veranstalter war die BSG Post Berlin, die traditionell den Wanderpokal für die beste Mannschaft stiftete.
Der Start erfolgte in der Proskauer Straße. Das Ziel lag in der Rigaer Straße in Berlin-Friedrichshain. Von Beginn an hatten die Fahrer mit starken und wechselnden Winden zu kämpfen. Ralf Wodynski und Udo Smektalla zogen bei Eberswalde davon und fuhren einen ersten Vorsprung heraus. Am Wendepunkt in Angermünde waren dann 73 Fahrer gemeinsam angekommen. Bei Werneuchen bildete sich eine Spitze von 14 Fahrern, in der mit Wolfgang Lötzsch auch ein Fahrer aus einer Betriebssportgemeinschaft (BSG) fuhr. Auf der langen Zielstrecke sprintete Martin Goetze als Erster auf dem Kopfsteinpflaster über den Zielstrich. Er gewann mit mehreren Radlängen vor Michael Köller. Den Pokal für die beste Mannschaft gewann der SC Karl-Marx-Stadt.

## Ergebnis
|     | Fahrer          | Verein             | Zeit (h)     |
| --- | --------------- | ------------------ | ------------ |
| 01. | Martin Goetze   | SC DHfK Leipzig    | 3:36:15 h    |
| 02. | Michael Köller  | TSC Berlin         | gleiche Zeit |
| 03. | Udo Knepper     | SC Cottbus         | gleiche Zeit |
| 04. | Frank Micke     | TSC Berlin         | gleiche Zeit |
| 05. | Karsten Erdmann | SC DHfK Leipzig    | gleiche Zeit |
| 06. | Jörg Stein      | SC Karl-Marx-Stadt | gleiche Zeit |
| 0 … |                 |                    |              |